# یواس‌اس های بال (۱۹۰۵)
یواس‌اس های بال (۱۹۰۵) (به انگلیسی: USS High Ball (1905)) یک کشتی بود. این کشتی  در سال ۱۹۰۵ ساخته شد.